# Дюбуа, Эжен
Мари Эжен Франсуа Тома Дюбуа (нидерл. Marie Eugène François Thomas Dubois; 28 января 1858, Эйсден, — 16 декабря 1940, Хален) — нидерландский антрополог. Прославился тем, что в 1891 году впервые нашёл останки ископаемого питекантропа на острове Ява.

## Биография
Дюбуа родился 28 января 1858 года в набожной католической семье. В 1877 году в возрасте 19 лет он начал изучать анатомию и естественную историю в Амстердамском университете. После окончания университета в 1886 году стал преподавателем анатомии в Королевской средней школе и ассистентом выдающегося анатома и орнитолога Макса Фюрбрингера. Ещё в годы учёбы Дюбуа с интересом следил за борьбой вокруг признания эволюционного учения и роли эволюции в происхождении человека. Зная, что оппоненты Дарвина ссылались на почти полное отсутствие ископаемых свидетельств в пользу эволюции человека, он решил отыскать кости человека-обезьяны. Из работ Дарвина следовало, что предки современного человека должны были обитать «в каком-либо лесистом месте с тёплым климатом».

## Научные открытия
Дюбуа увлекается идеями Эрнста Геккеля, теоретически предсказавшего существование ископаемых форм, промежуточных между человеком и человекообразными обезьянами. В 1887 году, уже будучи доктором медицины и естественных наук, он решает отказаться от карьеры и отправиться в Юго-Восточную Азию на поиски остатков «недостающего звена». Дюбуа обратился к правительству Нидерландов с просьбой выделить средства на научную экспедицию в восточные голландские владения. Однако предложение неизвестного ассистента профессора отправить дорогостоящую экспедицию на поиски воображаемого существа не вызвало доверия у правительства, и оно ответило отказом. Даже Фюрбрингер, которому Дюбуа сообщил о своих намерениях, дружески отговаривал молодого учёного, убеждая, что многолетнее пребывание в экваториальной Азии погубит его университетскую карьеру, но Дюбуа не изменил своего намерения. Для этого ему пришлось поступить на военную службу в чине сержанта королевской колониальной армии Нидерландов, позволявшую отправиться на Суматру.
Полтора года он ведёт поиски за счёт своего скромного жалования, выкраивая время от обязанностей военного врача. Первоначально Дюбуа ведёт раскопки в пещерах, по аналогии с находками стоянок неандертальцев в Европе. Он совершает длинные переходы, исследует множество пещер, однако не обнаруживает в пещерных отложениях ни остатков «обезьянолюдей», ни даже каменных орудий или следов стоянок.
Иногда он публикует отчёты о своих палеонтологических находках. Колониальная администрация обратила внимание на его работы и поручила ему палеонтологические исследования на Суматре, в результате он получил средства для ведения раскопок и смог, наконец, оставить военную службу.
В 1890 году он получает разрешение продолжить исследования на острове Ява, где был найден человеческий череп. Осмотрев находку, Дюбуа с разочарованием убеждается в её относительно позднем возрасте, однако его заинтересовали условия залегания окаменелости, найденной в береговых отложениях озера. В дальнейшем Дюбуа проводит поиски по берегам рек, иногда здесь встречаются слои, переполненные окаменевшими костями вымерших животных. Он собирает богатые коллекции остатков, принадлежащих южному слону стегодону, буйволам лептобос, разнообразным оленям, гиппопотаму, тапиру, носорогу, свинье, гиене, льву, крокодилам и др.

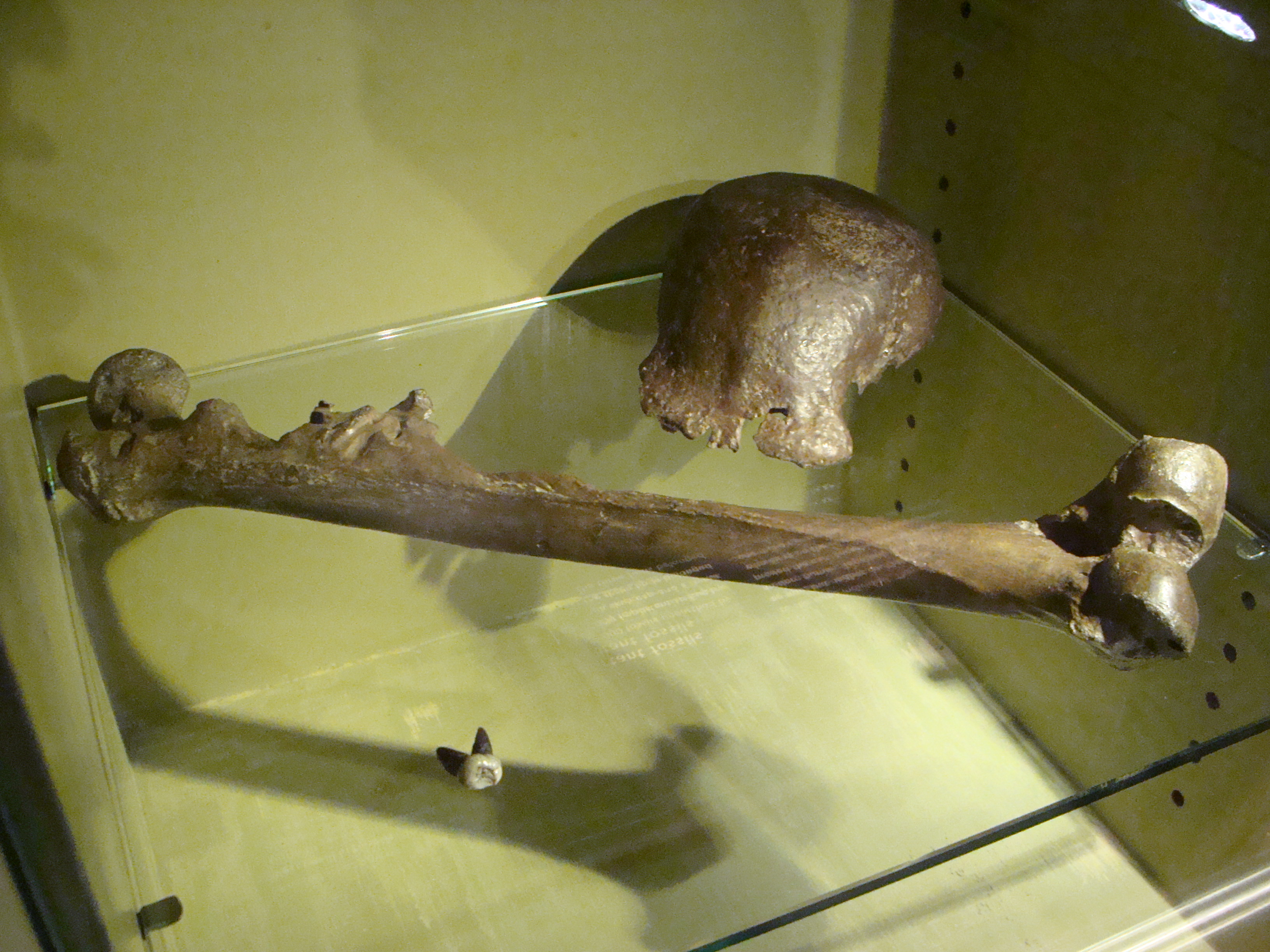
Pithecanthropus erectus, Ява, 1891—1893

Наконец в сентябре 1891 года в долине реки Соло, недалеко от деревушки Триниль, он находит ископаемый зуб, одновременно похожий и на человеческий, и на зуб человекообразной обезьяны. Находка залегала в слоях, возрастом около миллиона лет. Ещё два года упорных раскопок позволили обнаружить черепную крышку и берцовую кость.
Дюбуа долго размышлял над находками: череп выдавал исключительную примитивность существа из Тринила, но объём мозговой полости был значительно больше, чем у любой человекообразной обезьяны, берцовая кость, имела характерные особенности, говорившие о прямохождении её владельца. Тщательные измерения и сравнение с аналогичными костями человека и человекообразных обезьян убедили Дюбуа, что перед ним остатки промежуточного вида, в строении которого перемешались черты, характерные для антропоида и человека. Дюбуа называет это существо Pithecanthropus erectus (Обезьяночеловек прямоходящий), взяв предложенное ещё Эрнстом Геккелем родовое название.
В 1894 году в Батавии (Джакарте) выходит его хорошо иллюстрированная книга: «Pithecanthropus erectus eine menschenanliche Übergangsform aus Java» («Обезьяночеловек прямоходящий, человекообразная переходная формам с Явы»).

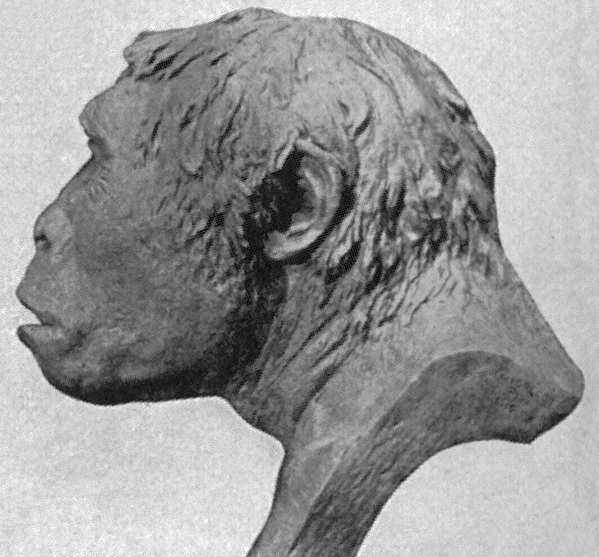
Питекантроп (реконструкция)

В следующем году Дюбуа прибыл в Европу, где его работа и привезённые ископаемые кости питекантропа вызвали огромный интерес и явились причиной долгих и жарких споров. Дюбуа выступает перед антропологами и зоологами в разных городах Европы, демонстрирует свои находки, доказывает свою правоту. Часть антропологов поддерживают его точку зрения, но другая часть с досадой отмахивается от его доводов и упорно не желает признать обоснованность заключений о «недостающем звене». В ход идут оскорбления, его противники под видом критики Дюбуа совершают нападки на теорию Дарвина.
Два года ведёт учёный ожесточённое сражение за питекантропа. Наконец, измученный и униженный оскорблениями и нападками «коллег», он предпринимает неожиданный для всех шаг: в 1897 году сдаёт кости питекантропа на хранение сначала в музей Тэйлора, а затем в хранилище Лейденского музея. Двадцать пять лет они находились в сейфе, и Дюбуа никому не разрешал их увидеть. В это время он не принимает никакого участия в научных дискуссиях, и кажется, что судьба открытия стала ему безразлична.
В 1923 году в Китае были найдены остатки другого гоминида — синантропа; к этому времени многие противники Дюбуа окончательно скомпрометировали себя нежеланием принимать очевидное, и Дюбуа вернулся из добровольного затворничества.
В 1938 году голландским палеонтологом Густавом фон Кёнигсвальдом на Яве были обнаружены остатки питекантропа лучшей сохранности, что сняло все сомнения в его реальности.